# 코로나19 범유행의 영향
코로나19 범유행은 전 세계의 많은 사람들의 전염과 확산 외에도 정치적, 문화적, 사회적으로도 엄청난 영향을 끼쳤다.

## 정치적 영향
상당한 수의 중국 공산당(CPC) 소속 지자체 공무원들이 중부 지역에서의 전염병 발생이 그들의 검역에 대한 직무 수행의 미흡으로 받아들여지며 직무에서 해제되었다. 한편, 일부 전문가들은 이것이 코로나 바이러스 대유행에 의한 사람들의 불만이 시진핑 주석에게 향하지 않도록 그 방향을 돌리는 조치로 보고있다. 일부 논평가들은 질병으로 인한 대중의 불만 표출이 중국 공산당에 대한 드문 항의일 것이라고 언급했다. 또한, 홍콩에서의 본토에 대한 저항은 중국 본토에서 홍콩으로 행해지는 이주에 대한 두려움 때문에 격화되었다. 대만 역시 자신의 불안정한 정치적 위상과 "단일 체제 인정"에 의해 중화인민공화국에 대한 여행 제재에 자신이 포함되는 것에 대해서 우려의 목소리를 표출했다. 한편, 상당수의 국가들은 전염병을 자국의 중국에 대한 지지를 드러내기 위한 기회로 삼고 있는데, 훈센 캄보디아 총리의 중국 특별 방문이 그 대표적인 예시이다. 더 나아가, 호주의 재무부는 코로나 바이러스가 경제에 미치는 영향으로 인해서 기존의 재정적 여유금을 유지하겠다는 공약을 유지할 수 없었다. 캄보디아의 훈 센 총리가 중국에 대한 캄보디아의 지원을 보여주기 위해 중국을 특별히 방문하였을 때와 같이 많은 나라들이 중국에 대한 지지를 보여주기 위해 코로나19 범유행을 이용하였다.
미국 대통령인 도널드 트럼프는 전염병에 대한 미숙하고 미미한 대응 방식에 사람들에게 비판을 받았다. 그는 오해의 소지가 있거나 허위 주장을 하고, 적절한 정보를 제공하지 못하고, 대유행의 중요성을 경시한 혐의로 기소되었다. 트럼프는 또한 잠재적인 전염병에 대비하기 위해 정부를 준비하기 위해 설립된 미국 국가 안보리의 세계 보건 안보부를 폐쇄한 것에 대해 비난을 받았다. 마스크를 쓰지 않고 나온다던지 기행동들을 하더니 결국 2020년 10월 2일 자신도 코로나 확진 판정을 받는다.
이란 이슬람 공화국 정부는 이란 입법부의 최소 20명(약 10%)이 감염되는 등 바이러스의 영향을 많이 받았으며, 부통령을 포함하여 최소 15명의 현재 또는 전 정부 고위 관리들 또한 감염되었다. 알리 카메네이와 모하마드 자바드 자리프의 고문은 코로나로 인해 사망하였다. 이에 바이러스의 확산으로 향후 정권의 지속성에 대한 의문이 제기되고 있다.

### 주권에 대한 영향
지리 경제학자 및 국가 위험 전문가들은 이탈리아 같은 일부 이미 연약 국가에 영향을 미칠 수있는 정치적, 경제적 주권의 잠재적 인 침식을 주장하였다. 에드워드 루트 왁은 "진리의 바이러스"라고 표현하였다. 또한 세계 연금위원회 (WPC)의 이사이자 세계 은행 글로벌 인프라 시설 (GIF)의 자문위원회 위원인 M.니콜라스 피르즐리는 이를 "큰 금융 위기"라고 언급하였다. 그리고 "금융 및 지정학적 기능장애로 국가 경제가 결과적으로 고통을 겪을 것이며, 그들의 정치 주권 자체가 심각하게 침식 될 수 있다"고도 이야기 하였다.

### 시민권과 민주주의
이란, 요르단, 모로코, 오만, 예멘은 신문의 인쇄와 배포를 금지하였다. 3월 30일 헝가리 의회는 빅토르 오르반 총리에게 무기한의 통치권을 부여하였다.

### 세계 평화
코로나바이러스 대유행은 국가 간의 분쟁 관계를 악화시켰다. 또한 유엔 안전 보장 이사회의 전 세계적 휴전을 요구하는 결의안이 만들어졌다. 2020년 3월 23일 안토니우 구테흐스 유엔 사무총장은 코로나19 대유행 사태에 대한 유엔의 대응으로 범세계적인 휴전을 호소하였다. 2020년 6월 24일 170개의 유엔 회원국과 참관국은 항소를 지지하는 구속력 없는 성명서에 서명하였고, 이틀날에는 두 개국이 추가로 서명하였다. 유엔 안보리는 2020년 7월 1일 유엔 안보리 결의 2532호를 통과시키며 모든 상황에서 적대 행위를 즉각적이고 총체적으로 중단하라고 요구하며, 사무총장과 특별대표 및 사절단의 노력을 지지한다 밝혔다. 적어도 90일 연속 지속되는 인도주의적인 일시 휴전에 즉각적으로 동참할 것을 호소하는 한편, 범유행 사태를 해결키 위한 국제적 협력 또한 촉구하고 있다.

## 교육에 끼친 영향

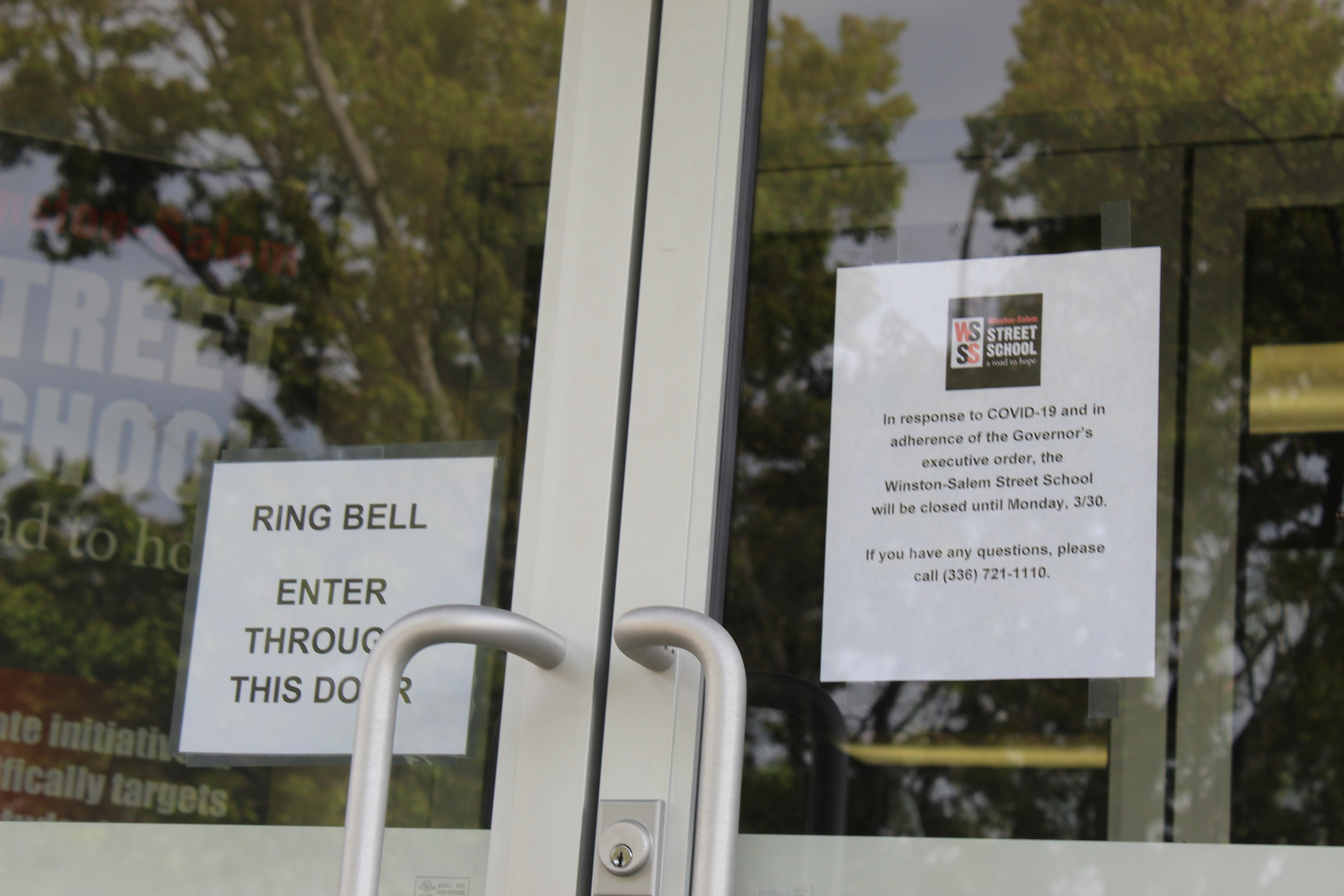
한 학교에서 코로나19를 저지하기 위하여 휴교를 결정했다는 내용의 안내문을 부착하였다.

코로나19 범유행으로 전세계의 교육 시스템에 영향을 미치면서 학교와 대학이 세계에 걸쳐 광범위하게 휴교령을 내렸다. 유네스코가 3월 25일 발표한 자료에 따르면 코로나19로 인한 학교와 대학의 휴교령이 165개국에서 전국적으로 시행되었다. 이는 폐교까지 포함하면 전 세계 15억 명 이상의 학생들에게 영향을 끼치며, 전체 학생의 87%를 차지한다.원격, 온라인 수업이 진행되는 일부 국가와 학교가 있다.

## 코로나19와 불평등
저소득층의 사람들은 코로나바이러스에 감염되어 사망할 가능성이 더 높다. 뉴욕시와 바르셀로나에서는 모두 저소득 지역들이 코로나바이러스로 인해 타격을 받았다. 왜 이런지에 대한 가설은 빈곤층의 가정이 혼잡한 주택에서 생활하고, 위기가 닥쳤을 때 필수라 여겨지는 슈퍼마켓이나 노인 요양과 같은 낮은 기술직에서 일할 가능성이 더 높기 때문이라는 의견이 제기되었다. 미국에서는 수백만 명의 저소득자가 보험에 가입하지 않았거나 일부만 들어 의료에 충분히 접근할 수 없었다.또한 범유행이 장기화되며 많은 미국인들이 실직 후 건강 보험도 잃게 되었다. 그리고 서비스직의 많은 저소득 근로자들도 실업자가 되었다.
또한, 코로나19 대유행과 일부 정치지도자들의 혐오 발언으로 미국과 유럽에서는 아시아계에 대한 편견과 폭력, 혐오 감정이 급증했다. 여러 가지 혐오 범죄가 발생하고 있는 현재, 미국의 바이든 대통령은 아시아계 증오범죄 방지법을 서명했다.

## 사회적 영향

### 필수노동자
코로나 19 범유행으로 배달, 보건, 의료, 돌봄 등의 업계에서 종사하는 필수노동자의 업무량이 증가하였다. 이에 따라 택배기사 사망 사고, 오토바이 사고가 코로나19 이전에 비해 대폭 증가하였다. 이들을 위한 보호 대책 마련에 대한 목소리가 커짐에 따라, 정부는 2021년 5월 18일  필수업무 지정 및 종사자 보호ㆍ지원에 관한 법률 ( 약칭: 필수업무종사자법 )을 제정하였고 같은 해 11월 19일부터 시행될 예정이다.한편 미국, 캐나다 등에서는 과거 감염병 대유행 상황을 겪은 이후 국가의 필수적인 하부구조를 담당하는 산업 및 직종과 노동자들을 분류하여 관리하고자 해 왔다.

## 종교적 영향

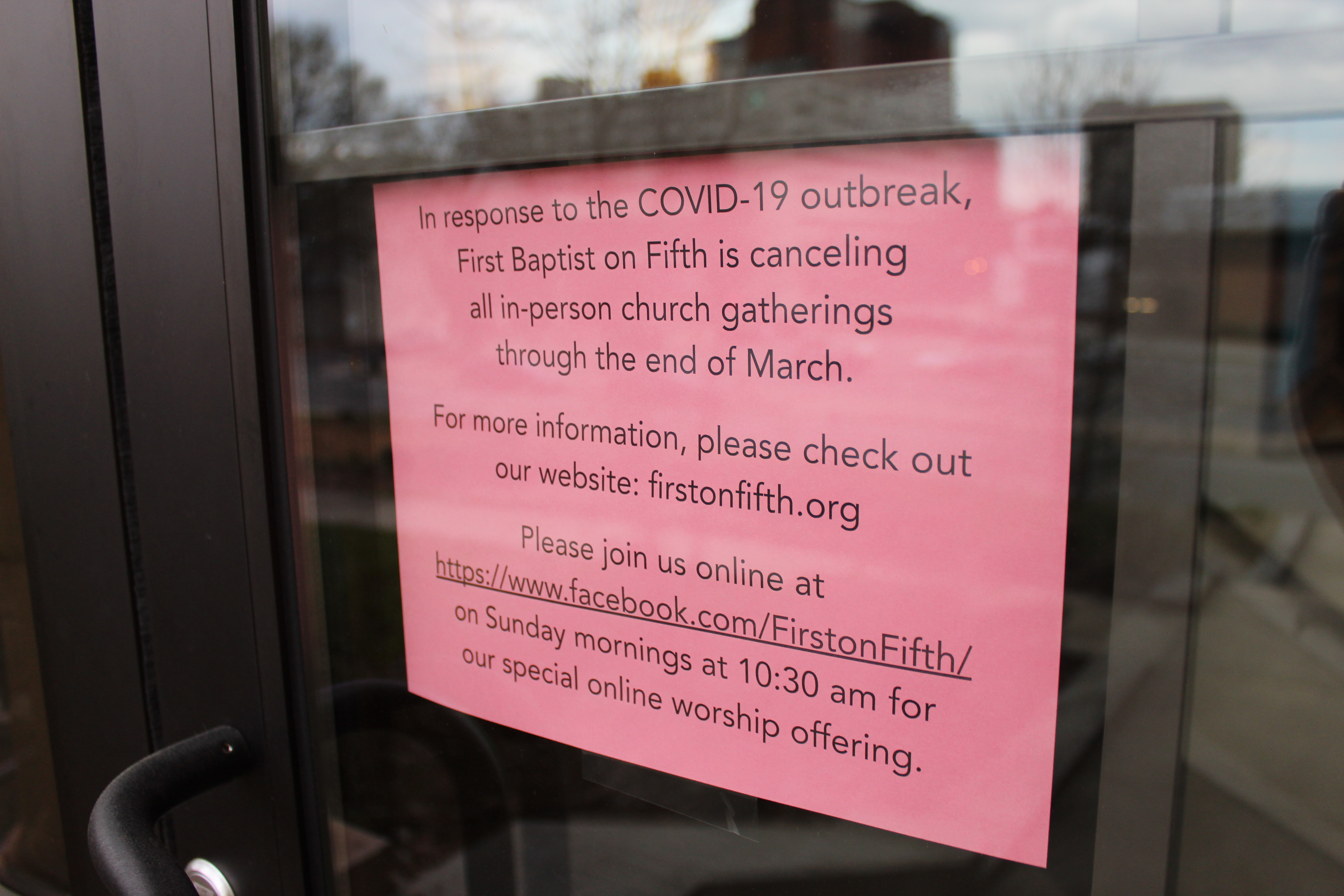
코로나 범유행으로 문을 닫은 교회

코로나 범유행은 다양한 종교에 있는 예배가 취소되고, 주일학교가 운영되지 않으며, 기념식과 축제를 취소하게 되는 등 다양한 길로 종교에 영향을 끼쳤다. 많은 교회, 시너고그, 모스크, 사찰이 전염병 속에서 라이브를 통하여 예배를 하였다. 또한 종교단체와 구호단체는 피해 지역에 의료 용품 및 구호물자를 보냈다. 많은 종교 신자들이 함께 모여 전염병의 종식을 기도하였으며, 코로나19에 걸린 사람들과 확진자들이 믿는 신을 위하여 의사와 과학자들에게 질병과 싸우는 지혜를 주기 위해 기도하기도 하였다. 미국에서 트럼프는 2020년 3월 15일 "하나님의 치유의 손이 우리 나라의 사람들에게 놓일 것"이라고 말하며 국가 기도의 날이라 지정하기도 하였다.

## 심리학적 영향
2020년 3월 18일 세계보건기구(WHO)는 코로나19 범유행 사태의 지시사항과 몇 가지의 사회적 고려사항을 다루어 정신건강 및 정신사회적 문제와 관련된 보고서를 발표하였다.
반려동물이나 다른 가축들이 인간에게 코로나바이러스를 전염시킬수도 있는지에 대한 의심 때문에, 많은 사람들이 전염을 두려워하며 반려동물을 기르기를 꺼려하였다. 일례로 아랍권에서는 많은 연예인이 사람들에게 반려동물을 기르고 보호하라고 목소리를 내고 있다. 한편, 영국인은 코로나바이러스 봉쇄 기간 동안 더 많은 반려동물을 기르기 시작하는 경향이 있었다.

### 코로나 블루
코로나 19와 우울감을 뜻하는 blue가 합쳐진 '코로나 블루'라는 신조어가 생기기도 하였다. 코로나바이러스감염증-19의 전 세계적인 유행로 인해 감염에 대한 스트레스 및 불안으로 생기는 심리적 영향을 얘기한다. 코로나바이러스감염증-19의 장기화로 인하여 외출 자제, 모임 금지, 자가 격리, 사회적 거리 두기 등으로 삶이 변화된 것에 따른 스트레스나 우울감을 말한다.

### 우울증/자살
코로나19 범유행으로 인해 격리 및 사회적 활동의 제한, 공포, 실업 및 재정적인 요인으로 인한 사회적 고립으로 인해 우울증에 걸릴 확률이 높아지고, 자살률의 잠재적 상승에 대한 우려로 이어지고 있다.

### 위험 인식
혼돈과 코로나19로 인한 부정적인 영향이 좋지 않은 미래를 덜 멀리하고 이를 막기 위한 조치를 더 필요로 하는 것처럼 보이게 만들었을지도 모른다. 하지만, 이는 또한 기후 위기나 다른 재난의 예방보다 더 조치가 필요한 유행병의 위협에 정신을 집중시킴으로써 반대의 효과를 가져올 수도 있게 되었다.
5차 재난지원금 대상 논의가 급물살을 타고 있는 가운데, 국민 38%가 보편지급해야 한다고 응답한 여론조사 결과가 나왔습니다.

## 경제적 영향
- 코로나 바이러스로 인한 각국이 여행제한과 봉쇄 조치를 통하여 세계 경제적 불황이 기정 사실화되었고, 불과 한달 만에 세계 경제가 심각한  경제적 영향을 주게 되었다. 특히 케빈 하셋 경제학자는 향후 "코로나19 팬데믹은 1929년 대공황 사태를 재현할 수 있다"라고 더욱 심각한 상황을 예견하였다.[52]
- 코로나19 팬데믹으로 인한 대규모 해고가 발생하고 있으며, 미국 노동부 발표에서 미국에서도 해고된 노동자들이 급증 하였다. 라는 예를 제시 하였다.[53]
- 세계 각국이 실업 대란의 공포에 시달리고 있으며, 호텔과 차량 업계등 수만명의 정리해고가 시행되고 있다. 국제 노동기구에서는 향후 2500 만명의 대규모 실업사태를 경고하였다.[54]
- 2020년 3분기 대한민국 수출 실적이 20% 이상 감소하고 대기업 실적도 줄어들었다.[55]

## 지역별 끼친 영향

### 전세계
원래 2022년 FIFA 월드컵 예선 경기들이 2020년에 열려야 했던 경기들이 대부분 모든 경기가 2021년으로 연기되었고 따라서 2022년에도 예선 경기를 진행하게 되었다.

### 아시아

#### 일본
코로나19 범유행으로 인하여 본래 2020년에 열려야 할 2020년 하계 올림픽이 1년 연기되어 2021년 7월 23일에 개최되었다.

#### 중국
전염병이 지속적으로 확산되자 중국 대륙에서 많은 사람들이 마스크를 구입하고, 마스크가 품절되는 상황이 발생하고 있다.
춘절과 겹친 코로나 바이러스의 대대적인 유행으로 중국의 물류 체계가 마비되면서 해외 배송이 지연되고, 직구 시장이 타격을 입고 있다. 한편 물품이 국경을 통과하면서 기본적으로 검역 절차를 거치는데다, 바이러스는 물체 표면에 달라붙으면 단시간에 사멸하므로 택배를 통한 감염은 걱정할 필요가 없다고 한다.

### 유럽
유럽 내 12개국에서 열릴 예정이던 UEFA 주관 축구 국가대항전 UEFA 유로 2020 대회가 1년 연기되어 2021년 6월 11일에 개최되었다.

#### 스페인
2월 24일부터 2월 27일까지 스페인 바르셀로나에서 개최 예정이었던 모바일 기술 국제 박람회인 모바일 월드 콩그레스가 많은 참가 예정 기업이 불참을 발표한 후 행사 개최가 취소되었다.

## 같이 보기
- 코로나19 범유행에 관한 제노포비아와 인종 차별